# Murina harrisoni
Murina harrisoni е вид бозайник от семейство Гладконоси прилепи (Vespertilionidae).

## Разпространение
Видът е разпространен в Камбоджа.